# アルバート・ギオルソ
アルバート・ギオルソ（Albert Ghiorso, 1915年7月15日 - 2010年12月26日）は、アメリカの物理学者、化学者。周期表に含まれる12の化学元素の発見に関わった。

## 生涯
1915年7月15日、カリフォルニア州カリフォルニア州ヴァレーホに生まれた。父親はイタリア、母親はスペインにルーツを持つ移民の家系である。
カリフォルニア州アラメダで育った。住処の近くにオークランド空港があったことから航空学を志し、ハイスクールでは航空クラブの副部長を務めた。また無線技術にも関心が深く、10代のときに制作した短波通信機は、当時の軍用設備よりも性能が優れていた。
敬虔なカトリック信者である母の影響でキリスト教を信仰していたが、のちに無神論者になった。しかし、キリスト教の倫理道徳は彼の中に深く刻まれていた。
1937年、カリフォルニア大学バークレー校で電気工学の学士号を取得。生涯で博士号を取得することはなかった。卒業後、バークレーで無線技術を用いた事業を営んでいたレジナルド・ティベッツのもとで働いた。仕事のプロジェクトでカリフォルニア大学放射線研究所（現・ローレンス・バークレー国立研究所）と接点を持ち、グレン・シーボーグの目に留まることになった。また、このとき知り合った二人の女性のうち一人はシーボーグの妻となり、もう一人のウィルマ・ベルトはギオルソと結婚して60年以上の長きにわたって連れ添った。
第二次世界大戦中の1941年、マンハッタン計画のためにシーボーグとともにシカゴに移った。様々な放射線分析装置を開発し、そのうちの一つ48チャネル波高分析器はアメリシウム、キュリウムの発見に貢献した。
戦後、シーボーグとともにバークレーに戻り、60インチサイクロトロンを用いて1950年までにバークリウム、カリホルニウムを生成。その後、1952年に太平洋で行われた水爆実験（アイビー作戦・マイク実験）の放射性降下物の中からアインスタイニウムとフェルミウムを発見した。1955年にはメンデレビウムを発見。1957年、バークレーに重イオン線形加速器(HILAC)を建設し、1974年までに6つの新元素の発見に関わっている。合計12もの新元素を発見した記録はギネス世界記録に認定されている。1969年ハワード・N・ポッツ・メダル受賞。
2010年、バークレーにて95歳で没。

## 業績
以下の12の元素の発見に関わった。
- アメリシウム (95Am) - 1944年
- キュリウム (96Cm) - 1944年
- バークリウム (97Bk) - 1949年
- カリホルニウム (98Cf) - 1950年
- アインスタイニウム (99Es) - 1952年
- フェルミウム (100Fm) - 1953年
- メンデレビウム (101Md) - 1955年
- ノーベリウム (102No) - 1958年
- ローレンシウム (103Lr) - 1961年
- ラザホージウム (104Rf) - 1969年
- ドブニウム (105Db) - 1970年[注 1]
- シーボーギウム (106Sg) - 1974年

106番元素を発見した際、グレン・シーボーグの名にちなんでシーボーギウムと名付けることを提案した。これは存命の人物に因んで名付けられた最初の例となった。
1999年にローレンス・バークレー国立研究所のチームが118番元素を発見したと報告し、ギオルソに因んでギオルシウムという名称を提案しようとしていた。しかし、2002年にヴィクトル・ニノフによるデータの捏造が発覚し、ギオルシウムの名称は幻となった。その後118番元素はロシアのチームによりオガネソンと名付けられ、存命の人物に因んで名付けられた2番目の例となった。

## 注
1. ↑  ハーニウムという名称を提案していた。